# Samsun
Samsun (griechisch Σαμψούντα Sampsounda, in der Antike Amisos, altgriechisch ᾽Αμισός) ist die größte Stadt in der Schwarzmeerregion der Türkei und die Hauptstadt der gleichnamigen Provinz Samsun. Sie verfügt über das größte Hafenbecken des türkischen Ufers am Schwarzen Meer. Der wichtigste Wirtschaftszweig ist die Verarbeitung von Tabak, der in der Umgebung angebaut wird. Seit einer Gebietsreform 2013/2014 ist die Büyükşehir Belediyesi (Großstadtkommune) Samsun damit flächen- und einwohnermäßig identisch mit der Provinz.

## Lage und Verkehr

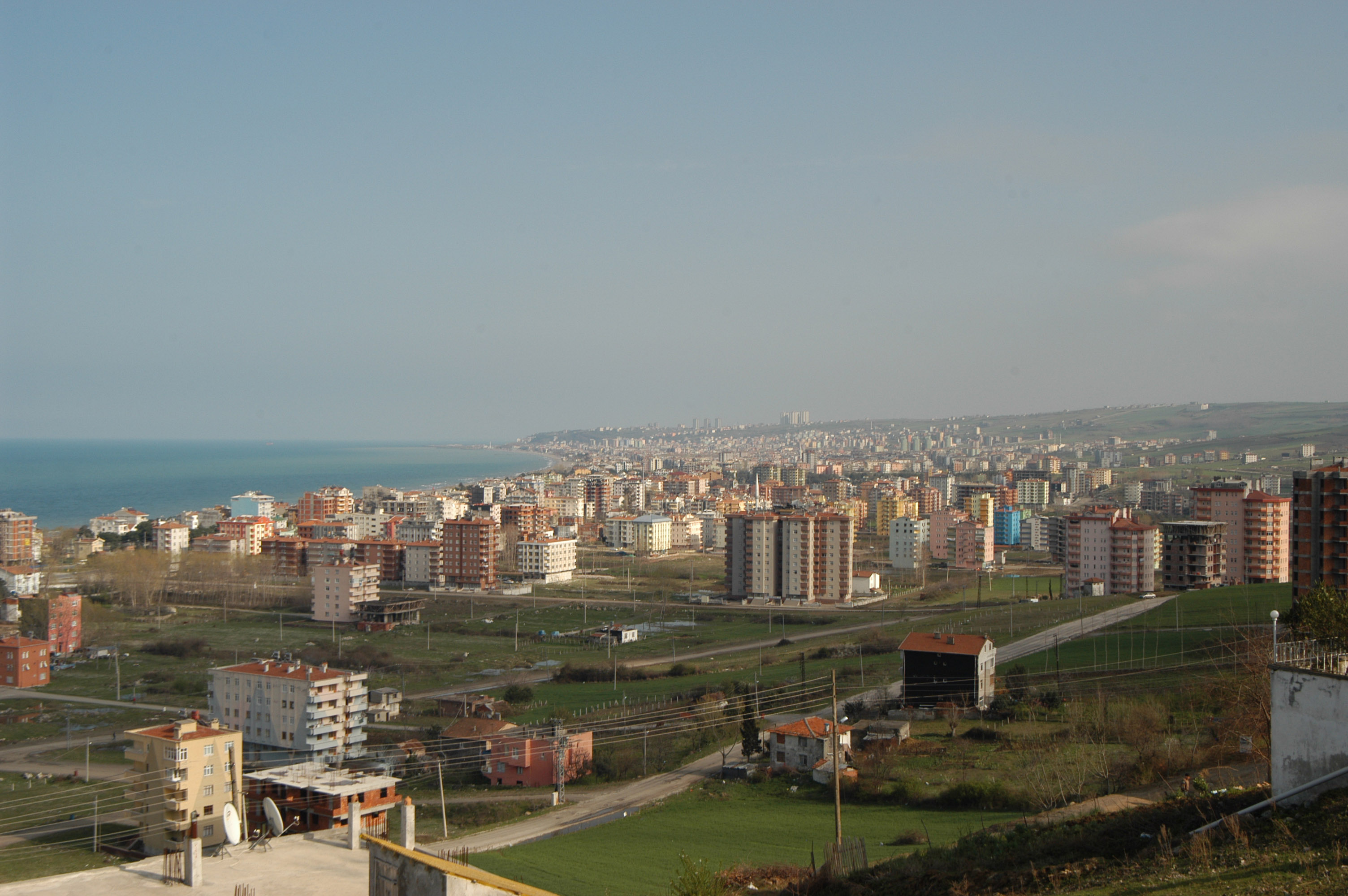
Stadterweiterung in der Küstenebene

Die Stadt liegt rund 850 Kilometer östlich von Istanbul an der Mündung des Mert Irmağı. Der Taleinschnitt des kleinen Flusses trennt den westpontischen vom ostpontischen Gebirgszug. Zwei größere Flüsse sind der Kızılırmak („roter Fluss“), der etwa 70 Kilometer westlich ein breites Mündungsdelta bildet, und der 40 Kilometer östlich ins Schwarze Meer mündende Yeşilırmak („grüner Fluss“). Nach einem knappen, im Stadtbereich weniger als einen Kilometer breiten Küstenstreifen steigen die Vorhügel des Canik Dağları allmählich bis zu einer Höhe von über 1000 Metern auf. In den Bergtälern im Hinterland von Samsun werden, durch ganzjährige Niederschläge begünstigt, Tabak, Getreide (vor allem Mais) und Gemüse angebaut.
Die nach Süden Richtung Merzifon und Amasya über die Berge verlaufende Schnellstraße ist die Verlängerung der E 95; entlang der Küste verläuft die E 70.
Samsun ist Endpunkt einer Bahnlinie, die anfangs im Tal am Mert Irmağı entlang über Amasya nach Sivas führt. An das nationale Eisenbahnnetz wurde Samsun 1932 mit Inbetriebnahme der Bahnstrecke Sivas–Samsun angeschlossen. 1926 wurde die 1929 verstaatlichte und 1971 stillgelegte Schmalspurstrecke nach Çarşamba eröffnet. 1980 wurde die Bahnstrecke Samsun–Çarşamba als 38,5 km lange Normalspurbahn wieder eröffnet, 1983 folgte eine weitere 13 km lange Stichbahn ins Industriegebiet Gelemen (Azot).
Rund 25 Kilometer östlich der Stadt befindet sich der internationale Flughafen Samsun. Der Busbahnhof liegt etwa vier Kilometer westlich des Zentrums. 2010 wurde die Straßenbahn Samsun eröffnet, die anfangs von der Universität in die Stadtmitte führte und später an beiden Enden verlängert wurde. Langfristig ist ein Netz aus drei Linien geplant.
Der türkische Teil der Blue-Stream-Pipeline beginnt in Samsun und verläuft über weitere 444 Kilometer bis nach Ankara. Die insgesamt 1213 Kilometer lange Pipeline hat eine Transportkapazität von 19 Milliarden Kubikmetern jährlich. 2009 wurden 9,8 Milliarden Kubikmeter Erdgas durch die Pipeline in die Türkei exportiert, dies entsprach 49 Prozent der von Gazprom in die Türkei gelieferten Menge, mit steigender Tendenz – 2006 waren es noch 7 Milliarden Kubikmeter bzw. 38 Prozent der von Gazprom gelieferten Menge. Die Pipeline mit ihrem Verlauf bis zur türkischen Hauptstadt ist daher künftig von wachsender Bedeutung für die stark wachsende Wirtschaft in Samsun und für den Großraum Ankara.

## Verwaltung
Samsun wurde 1993 in eine Großstadtgemeinde (Büyükşehir belediyesi) umgewandelt. Dabei wurde die gleichzeitig die Provinzhauptstadt in vier Stadtgemeinden aufgesplittet: Atakum, Canik, Gazi und İlkadım. 2008 wurde der zentrale Landkreis rund um die Provinzhauptstadt Samsun (Merkez Ilçe) aufgelöst und in die neu geschaffenen Kreise Atakum, Canik und İlkadım aufgespalten, deren Kreisstädte als Belediye bereits seit 1993 bestanden. Die Stadtgemeinde Gazi wurde mit ihren 24 Mahalle in die Kreisstadt İlkadım eingegliedert. Die restlichen sechs Belediye erfuhren folgende Veränderungen:
- Altınkum (4 Mahalle), Atakent (3), Çatalçam, Kurupelit (2) und Taflan (3) wurden in die Kreisstadt Atakum eingegliedert, deren Mahallezahl somit von 13 auf 27 stieg;
- Die 13 Mahalle von Canik blieben unverändert;
- Yeşilkent kam mit seinen 4 Mahalle zu İlkadım, das nun 50 Mahalle aufwies.

Durch dieses Gesetz (Nr. 5747) wurden ebenfalls die bestehenden Dörfer (Köy) des ehemaligen zentralen Landkreises auf die drei neuen Kreise verteilt: Atakum erhielt 26, Canik 40 und İlkadım 11 Dörfer. Im Rahmen der Verwaltungsreform wurden dann diese Dörfer ab 2013 in Mahalle umgewandelt und den Kreisstädten eingegliedert, so dass ab 2013 kein Dorf in der Provinz mehr existierte.

## Geschichte

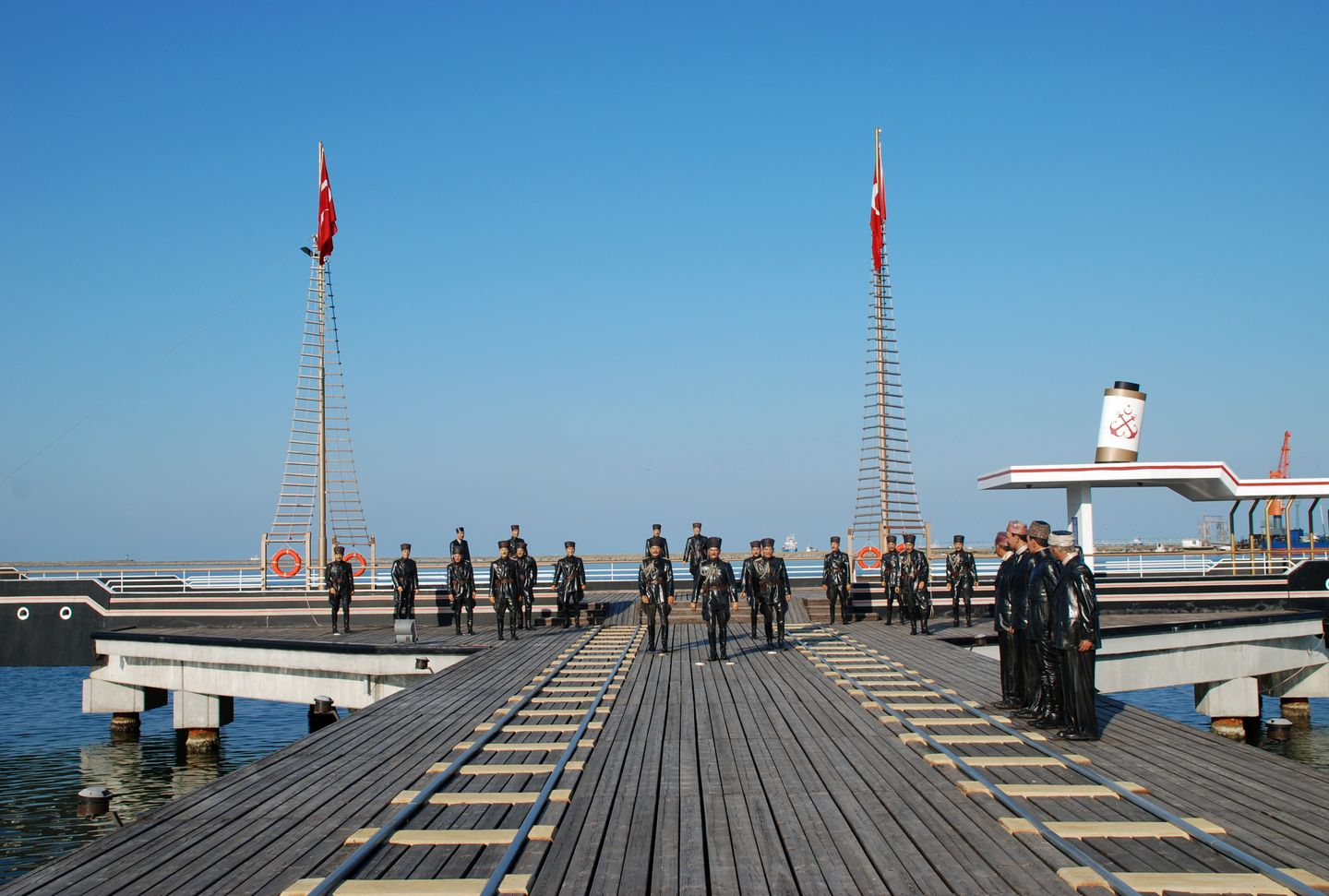
Denkmal für die Landung der türkischen Truppen 1919: Atatürk Kültür Merkezi am Hafen

Die ältesten Funde einer Siedlung stammen vom Dündartepe und datieren in die Kupferzeit. Herodot und Strabon berichten von örtlichen Stämmen der Levkosurer oder Syrier, die zwischen dem Halys und Themiskyra gelebt hatten. Ein anderer Stamm, die Enetoi, habe die Stelle besiedelt, an der später die Stadt entstanden sei, diese seien aber verschwunden. Gegen Ende des 8. Jh. v. Chr. seien Kimmerer von Nordosten an die Südküste des Schwarzen Meers gelangt und hätten Sinope erobert. Es wird angenommen, dass sie auf ihrem Zug gegen Westen auf die Siedlung des späteren Amisos gestoßen sind.
Im 7. Jahrhundert v. Chr. gründeten nach der Überlieferung von Theopompos Siedler aus Milet den Ort Amisos (altgriechisch ᾽Αμισός), dessen Reste etwa drei Kilometer nordwestlich des heutigen Stadtzentrums ausgegraben wurden. Skymnos schrieb die Gründung dagegen den Phokaiern zu und Arrian, Appian und Plutarch den Athenern. Amisos gehörte ab etwa 300 v. Chr. oder wenig später zum Königreich Pontos. Das genaue Datum der Einverleibung der Stadt in das pontische Königreich ist nicht bekannt. Die Zeit unter der Herrschaft der pontischen Könige bedeutete für die griechisch geprägte Stadt ein goldenes Zeitalter, das beinahe die gesamte Zeitspanne des Hellenismus überdauerte. Amisos wurde von den pontischen Königen gefördert und war eines der wichtigsten wirtschaftlichen und administrativen Zentren. König Mithridates VI. (132–63 v. Chr.) residierte zeitweilig in der Stadt. Er ließ Tempel bauen und gründete den Stadtteil Eupatoria. Im dritten Mithridatischen Krieg gegen die Römer wurde die Stadt vom römischen Feldherrn Lucullus nach einer Belagerung zerstört und danach wieder aufgebaut.

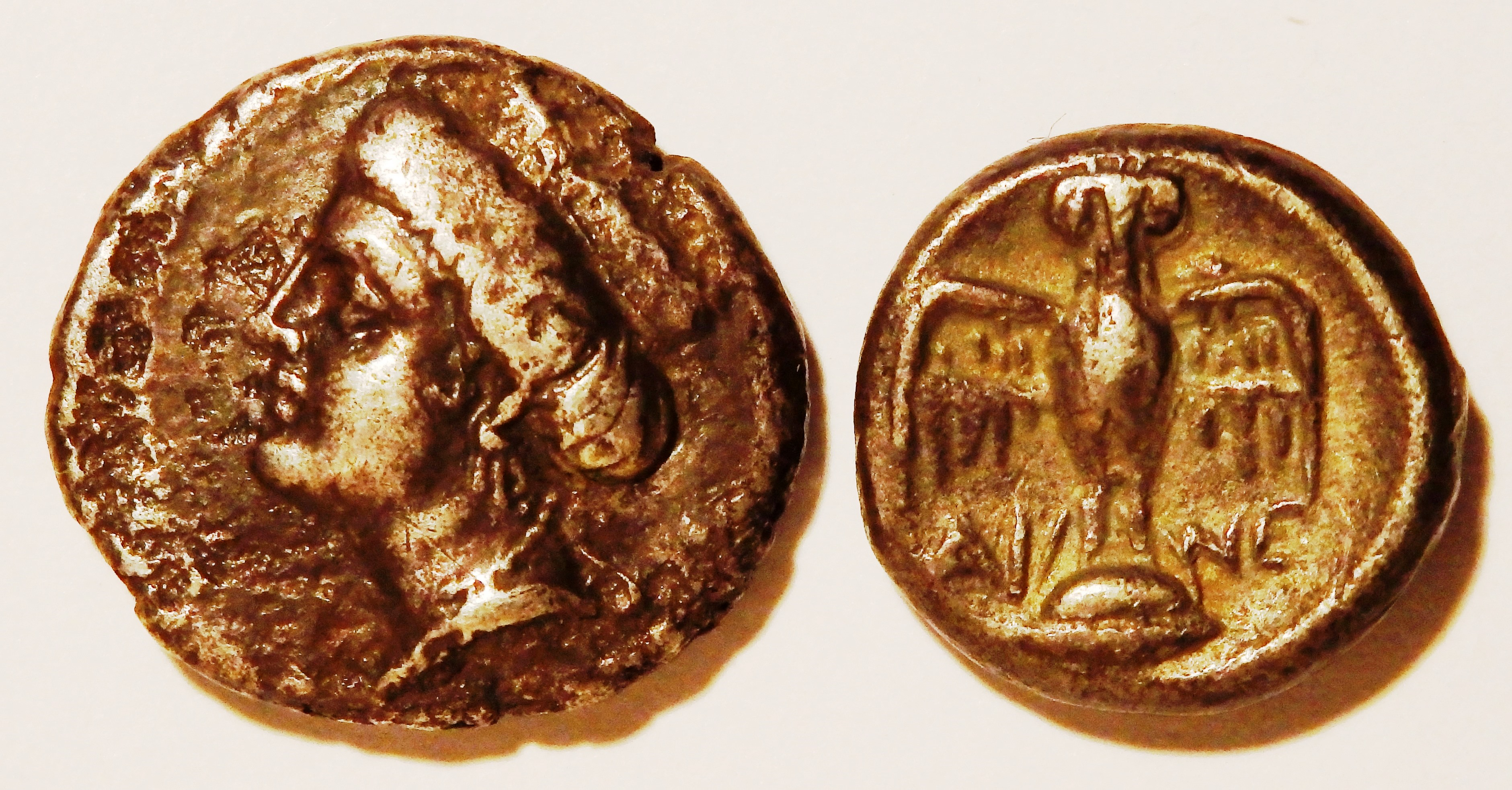
Drachme (Tychekopf) und Tetrobol (Eule) aus Amisos, ca. 400–350 v. Chr. geprägt
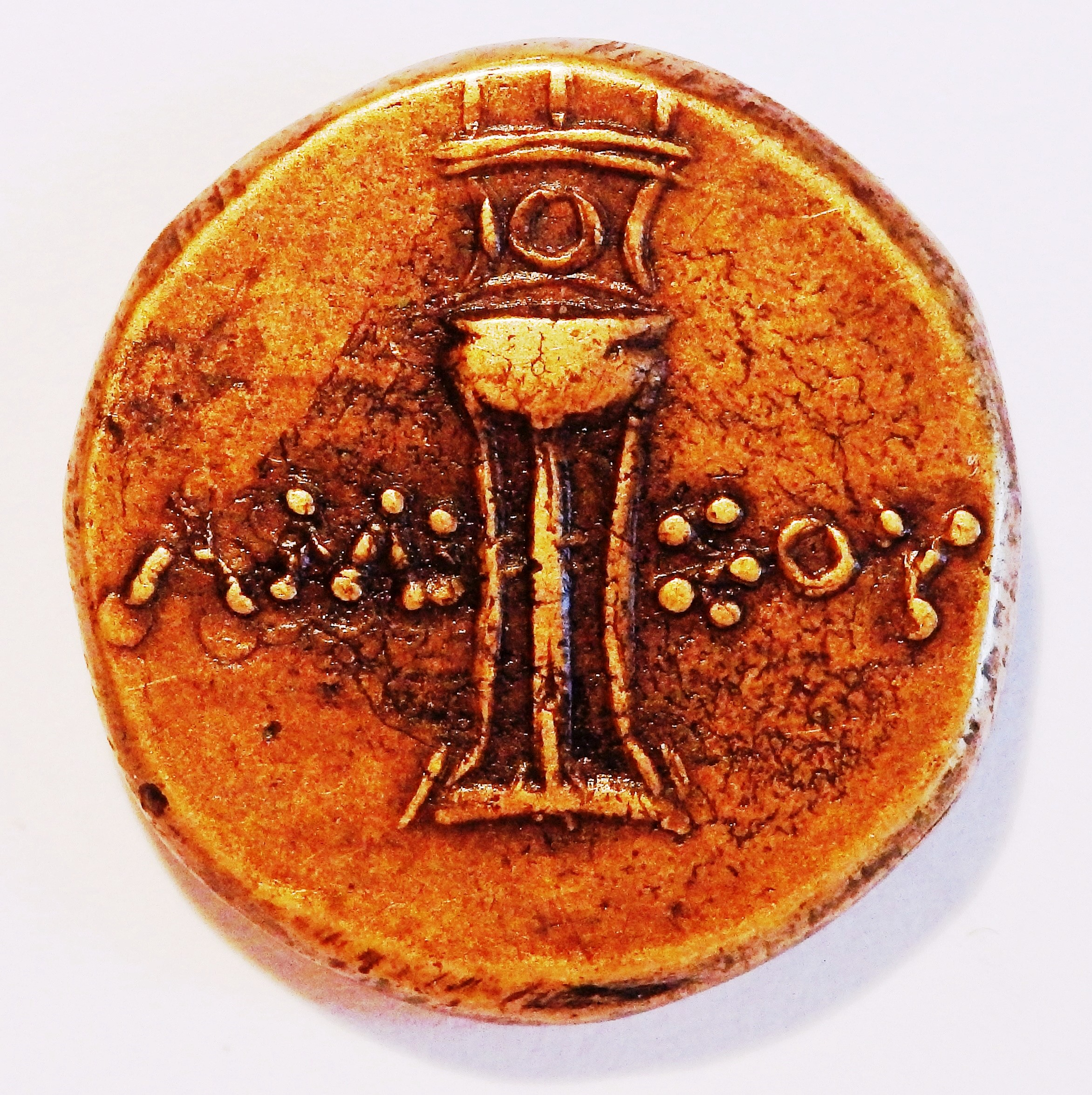
Bronzemünze aus Amisos mit Stadtnamen zwischen Dreifuß, ca. 120–80 v. Chr.
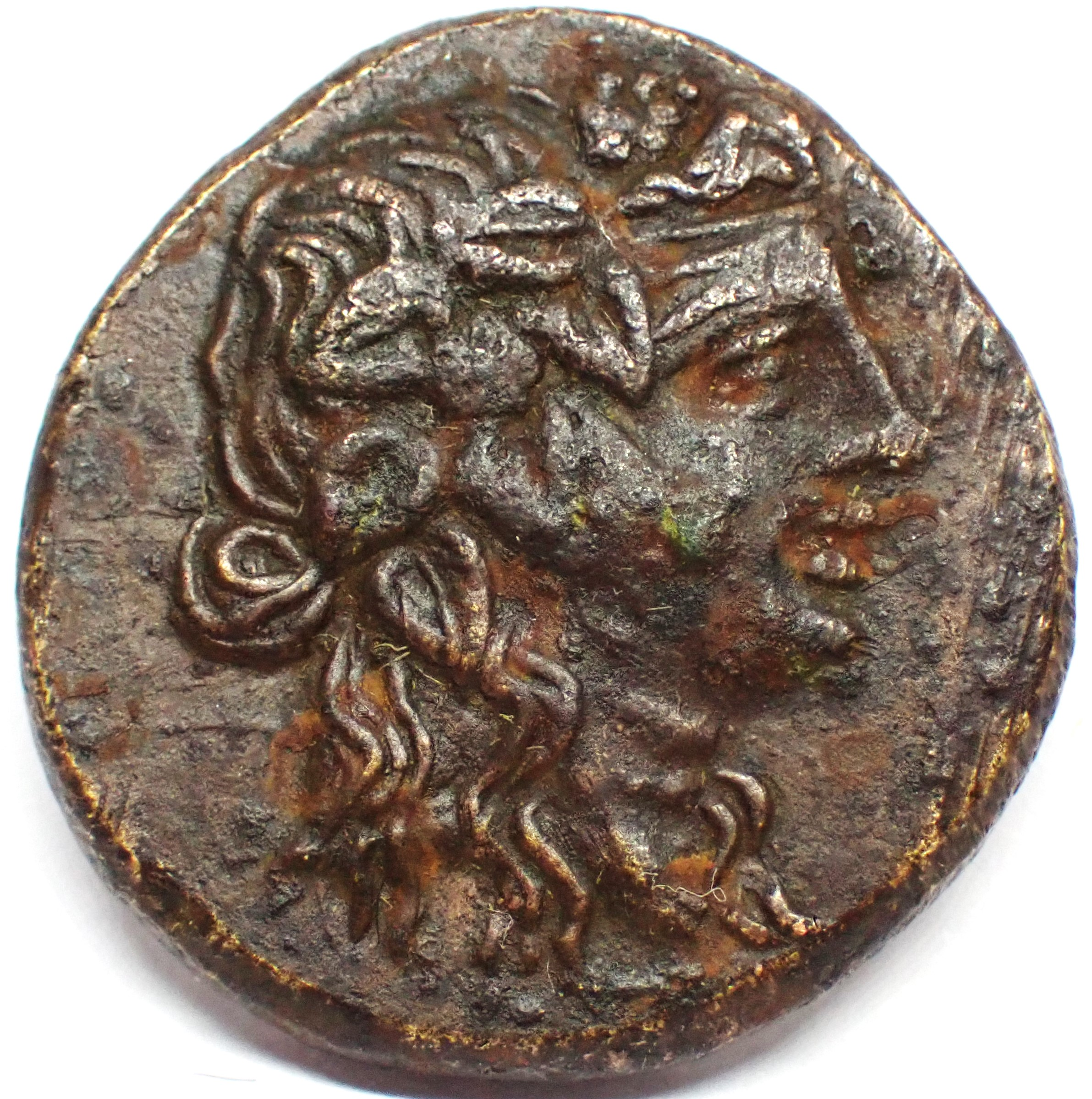
Bronzemünze aus Amisos mit Dionysoskopf, ca. 120–80 v. Chr.
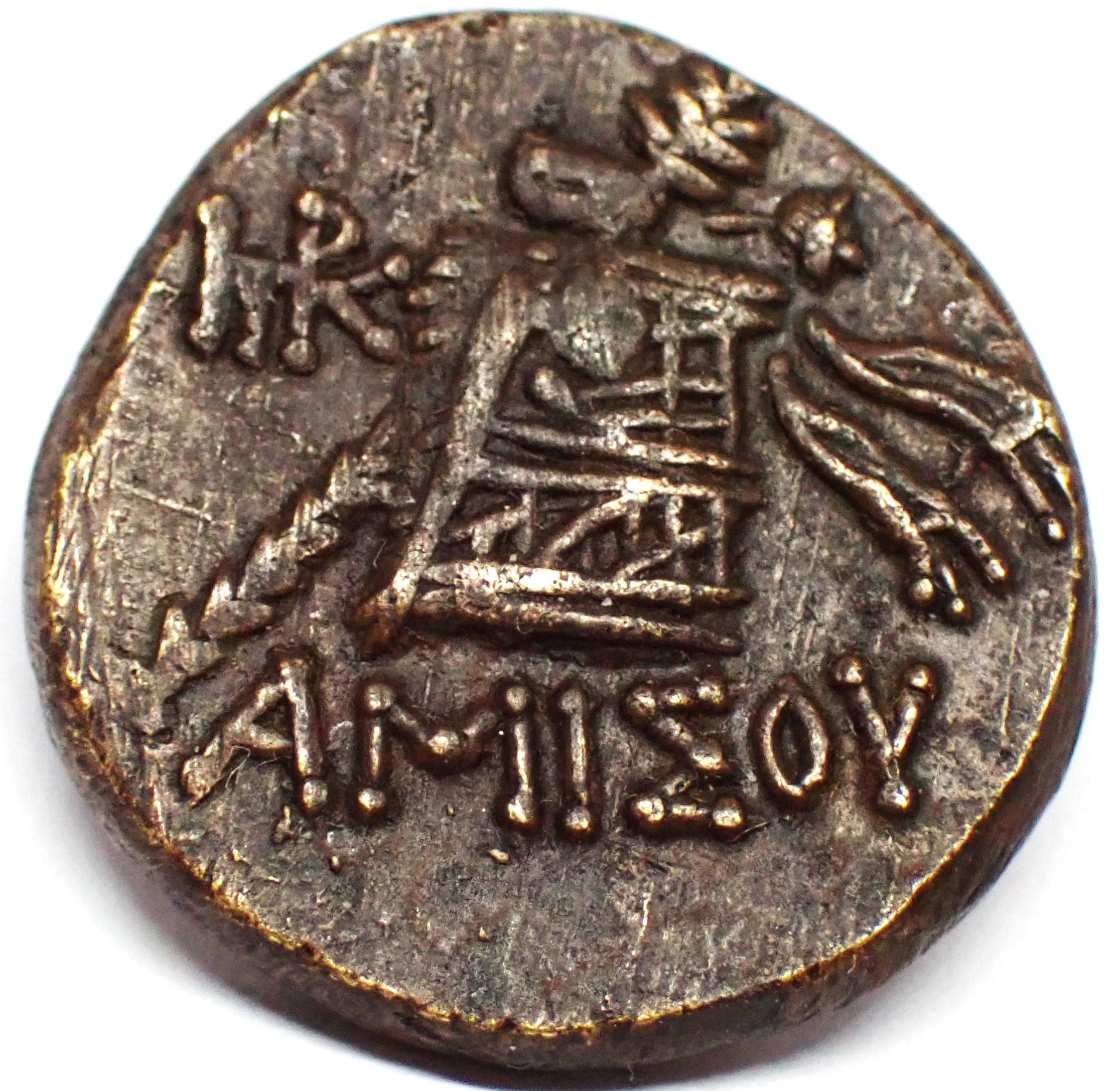
Revers der Bronzemünze aus Amisos mit Cista mystica, darunter Stadtname

In der Spätantike war Amisos zwar Sitz eines Bischofs, erreichte jedoch nie die Bedeutung von Sinope. 863 eroberte und plünderte der arabische Emir Umar von Melitene, der Mitte des 9. Jahrhunderts der Hauptgegner des Byzantinischen Reiches an dessen Ostgrenze war, die Stadt. Am 3. September desselben Jahres fiel Umar in der Schlacht von Poson, die mit einer Niederlage der Araber endete.
Im 12. Jahrhundert gehörte die Stadt zum Reich der Rum-Seldschuken. Unter Sultan Kılıç Arslan I. (reg. 1092–1107) erhielt sie ihren heutigen Namen Samsun. Die im 14. Jahrhundert herrschenden Fürsten von İsfendiyaroğlu gestatteten den Genuesen die Anlage eines Handelsstützpunktes. Der osmanische Sultan Bayezid I. nahm die Stadt 1393 oder 1395 vorübergehend ein. 1425 eroberten die Osmanen unter Murad II. die Stadt ein weiteres Mal. 1461 wurden das östlich gelegene Kaiserreich Trapezunt und 1470 Samsun dauerhaft osmanisch.
1806 beschoss eine türkische Flotte im Kampf gegen den abhängigen Regionalfürsten die beiden Städte Samsun und Ünye. Samsun brannte dabei völlig ab.
Die Landung von Mustafa Kemal Pascha am 19. Mai 1919 mit dem Schiff Bandırma gilt als Beginn des Befreiungskampfes gegen die Besetzung und Teilung der Türkei nach dem Ersten Weltkrieg.
Die griechisch-orthodoxe Kirche Agia Triada und die armenische Kirche Surp Nigoğayos wurden im 20. Jahrhundert nach dem Völkermord an den Armeniern zerstört.

## Stadtbild

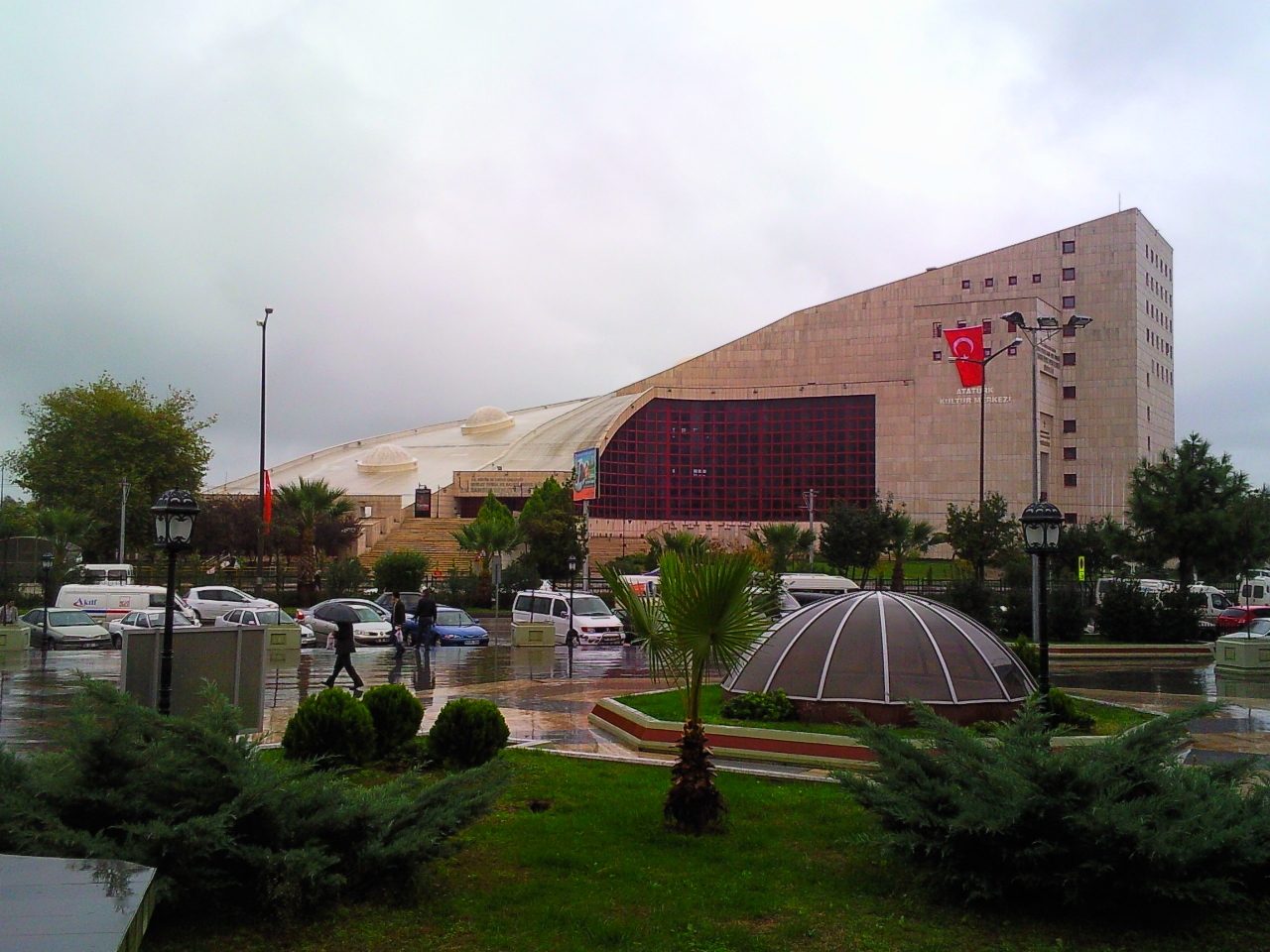
Neue Oper auf dem Gelände des Atatürk Kültür Merkezi

Die Küstenstraße Atatürk bulvarı verläuft im Stadtbereich in nord-südlicher Richtung. Zwischen ihr und dem künstlich angelegten Hafenbecken liegen der Bahnhof, eine Haltestelle der innerörtlichen Straßenbahn und ein großer, zum Gedenken an die Landung der türkischen Befreiungsarmee angelegter Park. Nach Westen schließt sich das moderne Geschäftszentrum mit Fußgängerzonen um den zentralen Platz Cumhuriyet Meydanı („Platz der Republik“) an.
Das Wahrzeichen von Samsun ist neben dem Denkmal für die Landung der Truppen am Hafen eine Statue von Mustafa Kemâl im Zentrum (Onur Anıtı). Sie wurde 1931 durch den österreichischen Bildhauer Heinrich Krippel geschaffen. Ältere Sehenswürdigkeiten sind bis auf die Pazar Camii, eine Moschee aus dem 14. Jahrhundert, nicht erhalten.
Die Innenstadt besteht nahezu durchwegs aus dicht bebauten Wohnblockquartieren, denen die älteren zwei- bis dreigeschossigen Gebäude allmählich weichen müssen. Ebensolche Wohnviertel dehnen sich nach drei Richtungen aus, entlang der Küste und über die niedrigen, teilweise bewaldeten Hügel landeinwärts. Im Süden wird das städtische Zentrum vom kanalisierten Mert Irmağı begrenzt, jenseits dessen befindet sich ein Handwerkerviertel. Am Südende des Industriehafens wurde ein Schwimmbecken mit Rutschen eingerichtet.
Das alte Amisos liegt am Rand der Küstenebene drei Kilometer nördlich des Zentrums im Stadtteil Baruthane. Die geringen Reste auf einem Hügel wurden touristisch aufbereitet. Zum dortigen Ausflugslokal kann man auch mit einem Sessellift von einem Parkplatz neben der Küstenschnellstraße gelangen. Zu sehen sind ein freigelegter Mauerrest und zwei Grabstollen mit jeweils drei aneinandergereihten Kammern unter künstlich aufgeschütteten Hügeln (Tumuli).
Im Stadtteil İlkadım befindet sich noch die katholische, ab 1861 gebaute Mater-Dolorosa-Kirche.
In Samsun eröffnete 2008 eine Staatsoper mit Ballett (Samsun Devlet Opera ve Balesi). Die 1975 gegründete Ondokuz Mayıs Universität (OMU) liegt etwa 16 Kilometer westlich. Sie macht die Stadt zu einem der wichtigsten Bildungszentren am Schwarzen Meer.

## Bevölkerung

### Volkszählungsergebnisse
Zu den Volkszählungen liegen folgende Bevölkerungsangaben über die Stadt, den Kreis, die Provinz und das Land vor: Ein Teil der Werte (1960 und davor sowie 1997) wurden PDF-Dokumenten entnommen, die über die Bibliothek des TÜIK abruf- und downloadbar sind.

|                            | 1927       | 1935       | 1940       | 1945       | 1950       | 1955       | 1960       |
| -------------------------- | ---------- | ---------- | ---------- | ---------- | ---------- | ---------- | ---------- |
| Stadt (Şehir)              | 30.333     | 32.842     | 37.216     | 38.725     | 44.019     | 62.629     | 87.688     |
| zentraler Kreis (Merkez)00 | 75.677     | 62.464     | 72.112     | 81.803     | 95.516     | 122.657    | 157.880    |
| Provinz (İl)               | 260.868    | 337.817    | 363.384    | 407.541    | 475.660    | 549.156    | 654.602    |
| Türkei                     | 13.648.270 | 16.158.018 | 17.820.950 | 18.790.174 | 20.947.188 | 24.064.763 | 27.754.820 |

|                            | 1965       | 1970       | 1975       | 1980       | 1985       | 1990       | 1997       | 2000       |
| -------------------------- | ---------- | ---------- | ---------- | ---------- | ---------- | ---------- | ---------- | ---------- |
| Stadt (Şehir)              | 107.510    | 134.061    | 168.578    | 198.749    | 240.674    | 303.979    | 338.387    | 363.180    |
| zentraler Kreis (Merkez)00 | 192.672    | 223.122    | 263.413    | 310.870    | 372.979    | 368.574    | 409.268    | 437.189    |
| Provinz (İl)               | 755.046    | 821.183    | 906.381    | 1.008.113  | 1.108.710  | 1.158.400  | 1.153.763  | 1.209.137  |
| Türkei                     | 31.391.421 | 35.605.176 | 40.347.719 | 44.736.957 | 50.664.458 | 56.473.035 | 62.865.574 | 67.803.927 |

## Bevölkerungsfortschreibung
Nachfolgende Tabelle gibt einen Überblick über die Einwohnerzahlen der Provinzhauptstadt Samsun (und der daraus gebildeten „Teilstädte“), der neuen Kreise sowie den Anteil der zusammengefassten Kreise der ehemaligen Provinzhauptstadt an der gesamten Provinz. Die Zahlen basieren auf dem 2007 eingeführten adressbasierten Einwohnerregister (ADNKS).
|              | 2007        | 2008                            | 2009                            | 2010                            | 2011                            | 2012                            | 2013                            | 2014                            | 2015                            | 2016                            | 2017                            | 2018                            | 2019                            | 2020                            |
| ------------ | ----------- | ------------------------------- | ------------------------------- | ------------------------------- | ------------------------------- | ------------------------------- | ------------------------------- | ------------------------------- | ------------------------------- | ------------------------------- | ------------------------------- | ------------------------------- | ------------------------------- | ------------------------------- |
| Merkez       | 496.334     | Aufgelöst und aufgeteilt        | Aufgelöst und aufgeteilt        | Aufgelöst und aufgeteilt        | Aufgelöst und aufgeteilt        | Aufgelöst und aufgeteilt        | Aufgelöst und aufgeteilt        | Aufgelöst und aufgeteilt        | Aufgelöst und aufgeteilt        | Aufgelöst und aufgeteilt        | Aufgelöst und aufgeteilt        | Aufgelöst und aufgeteilt        | Aufgelöst und aufgeteilt        | Aufgelöst und aufgeteilt        |
| 10 Belediye  | 462.781     | aufgeteilt und tw. eingemeindet | aufgeteilt und tw. eingemeindet | aufgeteilt und tw. eingemeindet | aufgeteilt und tw. eingemeindet | aufgeteilt und tw. eingemeindet | aufgeteilt und tw. eingemeindet | aufgeteilt und tw. eingemeindet | aufgeteilt und tw. eingemeindet | aufgeteilt und tw. eingemeindet | aufgeteilt und tw. eingemeindet | aufgeteilt und tw. eingemeindet | aufgeteilt und tw. eingemeindet | aufgeteilt und tw. eingemeindet |
| 78 Köy       | 33.553      | aufgeteilt                      | aufgeteilt                      | aufgeteilt                      | aufgeteilt                      | aufgeteilt                      | aufgeteilt                      | aufgeteilt                      | aufgeteilt                      | aufgeteilt                      | aufgeteilt                      | aufgeteilt                      | aufgeteilt                      | aufgeteilt                      |
|              |             |                                 |                                 |                                 |                                 |                                 |                                 |                                 |                                 |                                 |                                 |                                 |                                 |                                 |
| Kr. Atakum   | Kr. Atakum  | 107.953                         | 116.503                         | 123.904                         | 131.355                         | 139.730                         | 149.226                         | 158.031                         | 169.809                         | 181.302                         | 192.953                         | 202.618                         | 215.633                         | 221.082                         |
| Kreisstadt   |             | 97.066                          | 105.764                         | 113.262                         | 120.916                         | 129.517                         | 149.226                         | 158.031                         | 169.809                         | 181.302                         | 192.953                         | 202.618                         | 215.633                         | 221.082                         |
| 27 Dörfer    |             | 10.887                          | 10.739                          | 10.642                          | 10.439                          | 10.213                          | 149.226                         | 158.031                         | 169.809                         | 181.302                         | 192.953                         | 202.618                         | 215.633                         | 221.082                         |
| Kr. Canik    | Kr. Canik   | 86.290                          | 89.758                          | 91.052                          | 91.861                          | 92.201                          | 93.721                          | 95.560                          | 96.541                          | 98.323                          | 99.719                          | 97.564                          | 99.149                          | 101.253                         |
| Kreisstadt   |             | 65.724                          | 69.363                          | 70.820                          | 71.828                          | 72.677                          | 93.721                          | 95.560                          | 96.541                          | 98.323                          | 99.719                          | 97.564                          | 99.149                          | 101.253                         |
| 41 Dörfer    |             | 20.566                          | 20.395                          | 20.232                          | 20.033                          | 19.524                          | 93.721                          | 95.560                          | 96.541                          | 98.323                          | 99.719                          | 97.564                          | 99.149                          | 101.253                         |
| Kr. İlkadım  | Kr. İlkadım | 303.202                         | 311.885                         | 315.089                         | 312.185                         | 312.332                         | 312.248                         | 317.085                         | 321.714                         | 325.666                         | 333.218                         | 332.230                         | 338.614                         | 336.501                         |
| Kreisstadt   |             | 298.850                         | 307.746                         | 311.063                         | 308.251                         | 308.484                         | 312.248                         | 317.085                         | 321.714                         | 325.666                         | 333.218                         | 332.230                         | 338.614                         | 336.501                         |
| 11 Dörfer    |             | 4.352                           | 4.139                           | 4.026                           | 3.934                           | 3.848                           | 312.248                         | 317.085                         | 321.714                         | 325.666                         | 333.218                         | 332.230                         | 338.614                         | 336.501                         |
|              |             |                                 |                                 |                                 |                                 |                                 |                                 |                                 |                                 |                                 |                                 |                                 |                                 |                                 |
| Summe Kreise | 496.334     | 497.445                         | 518.146                         | 530.045                         | 535.401                         | 544.263                         | 555.195                         | 570.676                         | 588.064                         | 605.291                         | 627.907                         | 632.412                         | 653.396                         | 660.856                         |
| Provinz      | 1.491.009   | 1.494.343                       | 1.556.447                       | 1.592.145                       | 1.608.214                       | 1.634.801                       | 1.112.403                       | 1.143.366                       | 1.178.143                       | 1.212.598                       | 1.253.797                       | 1.335.716                       | 1.348.542                       | 1.356.079                       |
| Anteil (%)   | 33,29       | 33,29                           | 33,29                           | 33,29                           | 33,29                           | 33,29                           | 49,91                           | 49,91                           | 49,91                           | 49,92                           | 50,08                           | 47,35                           | 48,45                           | 48,73                           |

## Persönlichkeiten

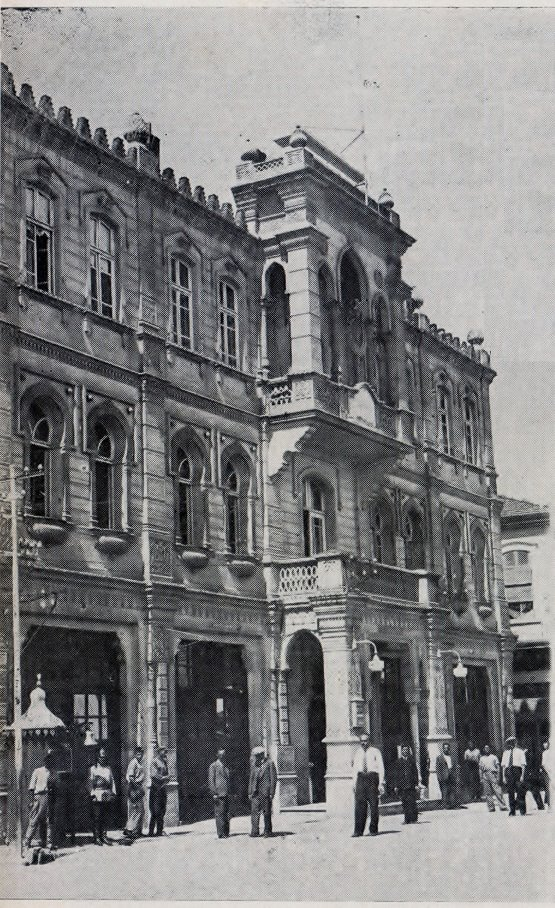
Rathaus 1938

- Cemal Kemal Altun (1960–1983), Dissident und Asylsuchender in Deutschland
- Doğukan Arikan (* 2001), Radrennfahrer
- Güliz Ayla (* 1988), Popmusikerin
- Hakan Bayraktar (* 1976), Fußballspieler
- Ümit Birol (1963–2023), Fußballspieler und Trainer
- Mahir Çayan (1945–1972), Revolutionär
- Merve Çoban (* 1993), Karateka
- Tanju Çolak (* 1963), Fußballspieler
- Yücel Çolak (* 1968), Fußballspieler und -trainer
- Adnan Güngör (* 1980), Fußballspieler
- Çağla Demir (* 1992), Schauspielerin und Model
- Yaşar Doğu (1913–1961), Ringer
- Necati Er (* 1997), Leichtathlet
- Orhan Gencebay (* 1944), Musiker
- Gökhan Gönül (* 1985), Fußballspieler
- Sagopa Kajmer (* 1978), Rapper
- Emrah Karaduman (* 1987), Musikproduzent
- Siraçhan Nas (* 2002), Fußballspieler
- Sefo (* 1998), Rapper
- Ertuğrul Sağlam (* 1969), Fußballspieler und -trainer
- Rudolf Schermann (* 1932), österreichischer römisch-katholischer Priester, Autor und Herausgeber
- Vedat Türkali (1919–2016), Schriftsteller
- Tevfik Fikret Uçak (1933–2003), Filmregisseur, Drehbuchautor und Filmschauspieler
- Fuat Usta (* 1972), Fußballspieler

## Städtepartnerschaften
- Daressalam, Tansania
- Kalmar, Schweden
- Kiel, Deutschland
- Noworossijsk, Russland

## Klimatabelle
|                        | Jan  | Feb  | Mär  | Apr  | Mai  | Jun  | Jul  | Aug  | Sep  | Okt  | Nov  | Dez  |   |       |
| Mittl. Temperatur (°C) | 7,2  | 6,7  | 7,9  | 11,1 | 15,4 | 20,3 | 23,5 | 23,9 | 20,2 | 16,2 | 12,0 | 9,1  | ⌀ | 14,5  |
| Mittl. Tagesmax. (°C)  | 10,9 | 10,6 | 12,0 | 15,0 | 18,7 | 23,6 | 26,7 | 27,4 | 24,2 | 20,2 | 16,3 | 12,9 | ⌀ | 18,2  |
| Mittl. Tagesmin. (°C)  | 4,1  | 3,4  | 4,6  | 7,7  | 11,6 | 16,1 | 19,3 | 19,9 | 16,6 | 12,9 | 8,6  | 6,1  | ⌀ | 11    |
|                        |      |      |      |      |      |      |      |      |      |      |      |      |   |       |
| Niederschlag (mm)      | 72,5 | 53,5 | 68,5 | 54,0 | 54,1 | 51,6 | 38,9 | 47,2 | 51,8 | 79,0 | 76,1 | 82,5 | Σ | 729,7 |
|                        |      |      |      |      |      |      |      |      |      |      |      |      |   |       |
| Sonnenstunden (h/d)    | 2,9  | 3,5  | 3,9  | 4,9  | 6,5  | 8,2  | 8,8  | 8,5  | 6,5  | 4,7  | 3,9  | 2,9  | ⌀ | 5,4   |
|                        |      |      |      |      |      |      |      |      |      |      |      |      |   |       |
| Regentage (d)          | 13,7 | 13,8 | 15,6 | 14,6 | 12,4 | 10,1 | 6,2  | 6,4  | 10,1 | 13,0 | 12,7 | 13,7 | Σ | 142,3 |
|                        |      |      |      |      |      |      |      |      |      |      |      |      |   |       |
| Wassertemperatur (°C)  | 9    | 8    | 8    | 10   | 14   | 20   | 23   | 23   | 21   | 19   | 15   | 11   | ⌀ | 15,1  |
|                        |      |      |      |      |      |      |      |      |      |      |      |      |   |       |
| Luftfeuchtigkeit (%)   | 68   | 70   | 75   | 77   | 79   | 74   | 72   | 72   | 73   | 73   | 70   | 65   | ⌀ | 72,3  |

| 4,1 |

| 3,4 |

| 4,6 |

| 7,7 |

| 11,6 |

| 16,1 |

| 19,3 |

| 19,9 |

| 16,6 |

| 12,9 |

| 8,6 |

| 6,1 |

| 4,1 |

| 3,4 |

| 4,6 |

| 7,7 |

| 11,6 |

| 16,1 |

| 19,3 |

| 19,9 |

| 16,6 |

| 12,9 |

| 8,6 |

| 6,1 |